# Kurhan Aleksandropolski

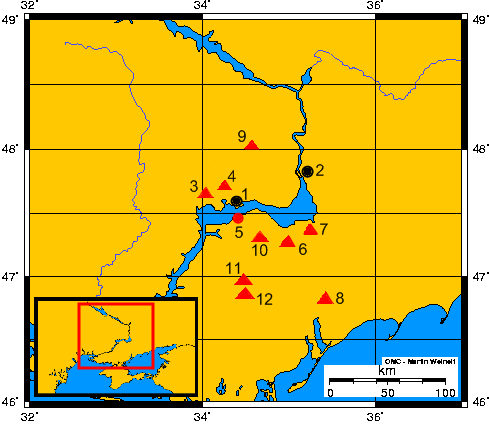
Stolica Scytów Grodzisko Kamjanśke i tzw. królewskie kurhany scytyjskie nad dolnym Dnieprem:
1) Nikopol (współczesne miasto)
2) Zaporoże (współczesne miasto)
3) Towsta Mohyła (kurhan)
4) Czortomłyk (kurhan)
5) Grodzisko Kamjanśke
6) Sołocha (kurhan)
7) Gajmanowa Mogiła (kurhan)
8) Kurhan Melitopolski
9) Kurhan Aleksandropolski
10) Wełyka Cymbałka (kurhan)
11) Kozieł (kurhan)
12) Ohuz (kurhan)

Kurhan Aleksandropolski (ukr. Олександропільський курган– trb. Oleksandropilskyj kurhan) – kurhan scytyjski z przełomu IV i III wieku p.n.e., położony na północ od miasta Nikopola, w dniepropietrowskim obwodzie Ukrainy. Zaliczany jest do tzw. królewskich kurhanów scytyjskich, zawierających pochówki władców i członków ich rodzin.

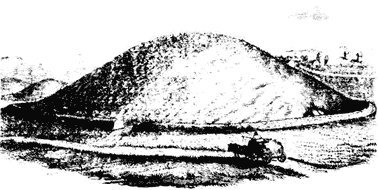
Kurhan Aleksandropolski przed wykopaliskami (rycina z XIX wieku)

Wykopaliska prowadzono w nim w latach pięćdziesiątych XIX wieku. Do czasu wykopalisk wysokość jego nasypu wynosiła 17 m, a całkowita objętość – 47 490 m3. Korytarz (dromos) prowadzący do komory grobowej liczył 21 m. Pochówki zlokalizowane były w 2 komorach grobowych – katakumbach. Mimo że kurhan został ograbiony jeszcze w starożytności, zachowały się w nasypie resztki powozu, szkielety człowieka (prawdopodobnie sługi) i 14 koni w korytarzu prowadzącym do komory głównej. Przy koniach odnaleziono uprząż i siodło ze złotymi i srebrnymi ozdobami – wyrobami scytyjskich i greckich rzemieślników.